# Lisowice (Legnica)
Pour les articles homonymes, voir Lisowice.
Lisowice est une localité polonaise de la gmina de Prochowice, située dans le powiat de Legnica en voïvodie de Basse-Silésie.